# Jesper Steinmetz
Jesper Steinmetz (født 7. maj 1967 på Frederiksberg) er journalist og udlandskorrespondent på TV2. Siden 2023 har Steinmetz været Europa-korrespondent med base i London, og i perioden 2010-2023 rapporterede han fra USA.
Steinmetz var udvekslingsstudent i USA, blev siden uddannet journalist fra Danmarks Journalisthøjskole og har arbejdet som reporter for TV 2 i Folketinget og senere på stationens redaktion i København. Han har ligeledes været ansat som politisk reporter og senere kulturjournalist på Morgenavisen Jyllands-Posten og har også været tilknyttet DR. Her var han bl.a. vært på programmet Synspunkt, der blev sendt i DR's "Nyhedstime" kl. 21:25 på torsdage.

## Privat
Han er opvokset i Gug ved Aalborg, har fortsat familiemæssige relationer til Nordjylland bl.a. via sommerhus ved Slettestrand, men har sin bopæl på Frederiksberg.
Jesper Steinmetz lever åbent som homoseksuel, men boede ikke sammen med sin kæreste gennem 5½ år Niels Dahl. I 2009 gik de fra hinanden.
Han er efterfølgende blevet kærester med ireren Kieran.
Jesper er bror til Jacob Steinmetz, kendt fra TV 2-serien Alarm 112.